# كازوكي يوشينو
كازوكي يوشينو (باليابانية: 吉野一基؛ بالكانا: ヨシノ カズキ) هو لاعب كرة قدم ياباني في مركز الدفاع، ولد في 23 يناير 1985 في كاواغويه في اليابان. لعب مع وودلاندز ويلينغتون.